# Бур-Запільський
Бур-Запільський (пол. Bór Zapilski) — село в Польщі, у гміні Вренчиця-Велька Клобуцького повіту Сілезького воєводства.
Населення — 370 осіб (2011).
У 1975-1998 роках село належало до Ченстоховського воєводства.

## Демографія
Демографічна структура станом на 31 березня 2011 року:
|          | Загалом | Допрацездатний вік | Працездатний вік | Постпрацездатний вік |
| -------- | ------- | ------------------ | ---------------- | -------------------- |
| Чоловіки | 182     | 30                 | 131              | 21                   |
| Жінки    | 188     | 32                 | 109              | 47                   |
| Разом    | 370     | 62                 | 240              | 68                   |